# Nils Peter Hamberg
Nils Peter Hamberg, född den 4 november 1815 i Stockholm, död där den 13 februari 1902, var en svensk apotekare, läkare och rättskemist. 

## Biografi
Nils Peter Hamberg var son till kofferdikaptenen Nicholas Hamberg (1785–1830) och hans hustru Magdalena Lovisa, f. Löfvenberg (1791–1863). Han var äldre bror till grosshandlaren Julius Alexis Hamberg (1817–1893) och missionären Knut Theodor Hamberg (1819–1854) samt far till geografen Axel Hamberg. 
1830 blev Hamberg apotekselev vid apoteket Gripen i Stockholm, 1834 genomgick han farmacie studiosiexamen och 1838 avlade han apotekarexamen. Våren 1839 inköpte Hamberg apoteket Hjorten på Kungsholmen i Stockholm, vilket han drev fram till april 1850. Samtidigt studerade han medicin och disputerade 1848 för medicine doktorsgraden under Göran Wahlenberg, professor i botanik vid Uppsala universitet.
Avhandlingen hade titeln Om vegetabiliska droguers insamling och förvaring och byggde på det samlande av växtdroger som Hamberg utförde åren 1843–1847. Intresserade apotekare kunde köpa exemplar av den drogsamling som Hamberg skapade, vilken omfattade 337 växtprover och ett antal "förfalskningar", dvs. falska men välliknande preparat.
Under åren 1848–1854 undervisade Hamberg i kemi och farmaci vid Karolinska institutet och arbetade även som läkare. 1851 erhöll Hamberg ett statligt resestipendium och företog fram till september 1852 en studieresa till Tyskland, Belgien och Storbritannien för att studera fysiologisk och patologisk kemi. Han fick även möjlighet att besöka den stora världsutställningen i London, vilken han rapporterade om vid hemkomsten. Under resan sammanbragte han samlingar som kom att resultera i ett privat museum, Stockholms museum för naturvetenskap, slöjd och konst. Detta existerade under tiden 1854–1864, varefter samlingarna upplöstes.
Ett annat resultat av studieresan blev att Hamberg efter utländska förebilder 1855 inrättade ett privat kemiskt laboratorium i det Keyserska huset vid Tegelbacken i Stockholm.
Hamberg var ledamot av Svenska Läkaresällskapet från 1839 och Kungliga Vetenskapsakademien från 1878.